# Matt Lucas
Matthew Richard Lucas (* 5. března 1974, Londýn) je anglický herec, komik a spisovatel. Je nejvíce známý díky jeho spolupráci s Davidem Walliamsem na pořadech: Rock Profile (1999–2000, 2009), Malá Velká Británie (2003–2007, 2020), a Come Fly With Me (2010–2011), produkovaných BBC. Lucas také hrál v sci-fi seriálu Doctor Who (2015–2017) a objevil se ve filmech The Infidel (2010), Alenka v říši divů (2010), Alenka v říši divů: Za zrcadlem (2016), Ženy sobě (2011) a Small Apartments (2012).

## Život a kariéra
Matthew Richard Lucas se narodil v Londýně dne 5. března 1974 Dianě Lucasové (rozené Williamsové) a Johnu Stanley Lucasovi, podnikateli v oblasti osobní přepravy. Je židovského původu. Část jeho příbuzných z matčiny strany museli uprchnout před nacistickým Německem těsně před druhou světovou válkou. Od dětství trpěl alopecií a ve věku sedmi let ztratil všechny vlasy. Když Lucasovi bylo 22 let, jeho otec zemřel na infarkt ve věku 52 let. Po vystudování Aylward Primary School a škole pro chlapce Haberdashers 'Aske's Boys' School. Studoval mezi lety 1993 a 1995 univerzitu v Bristolu. Také trávil čas v Národním divadle mládeže, kde se poprvé setkal se svým budoucím spolupracovníkem Davidem Walliamsem. 

### Malá Velká Británie
Malá Velká Británie je Lucasovo komerčně nejúspěšnější dílo. Za vznikem pořadu stojí jeho náhodné setkání s producentem BBC Ashley Blakerem, který byl pověřen přípravou nových pořadů. Lucas mu řekl o svém nápadu na pořad skládající se ze skečů. Malá Velká Británie byla nejdříve publikována na rozhlasové stanici BBC Radio 4 a později jako televizní seriál.
V dubnu 2020 Lucas vydal píseň Thank You Baked Potato, jejímž prostřednictvím plánoval finančně podpořit charitativní projekt FeedNHS.
26. listopadu 2020 bylo oznámeno že Lucas vydal píseň „Merry Christmas, Baked Potato“.

## Filmografie

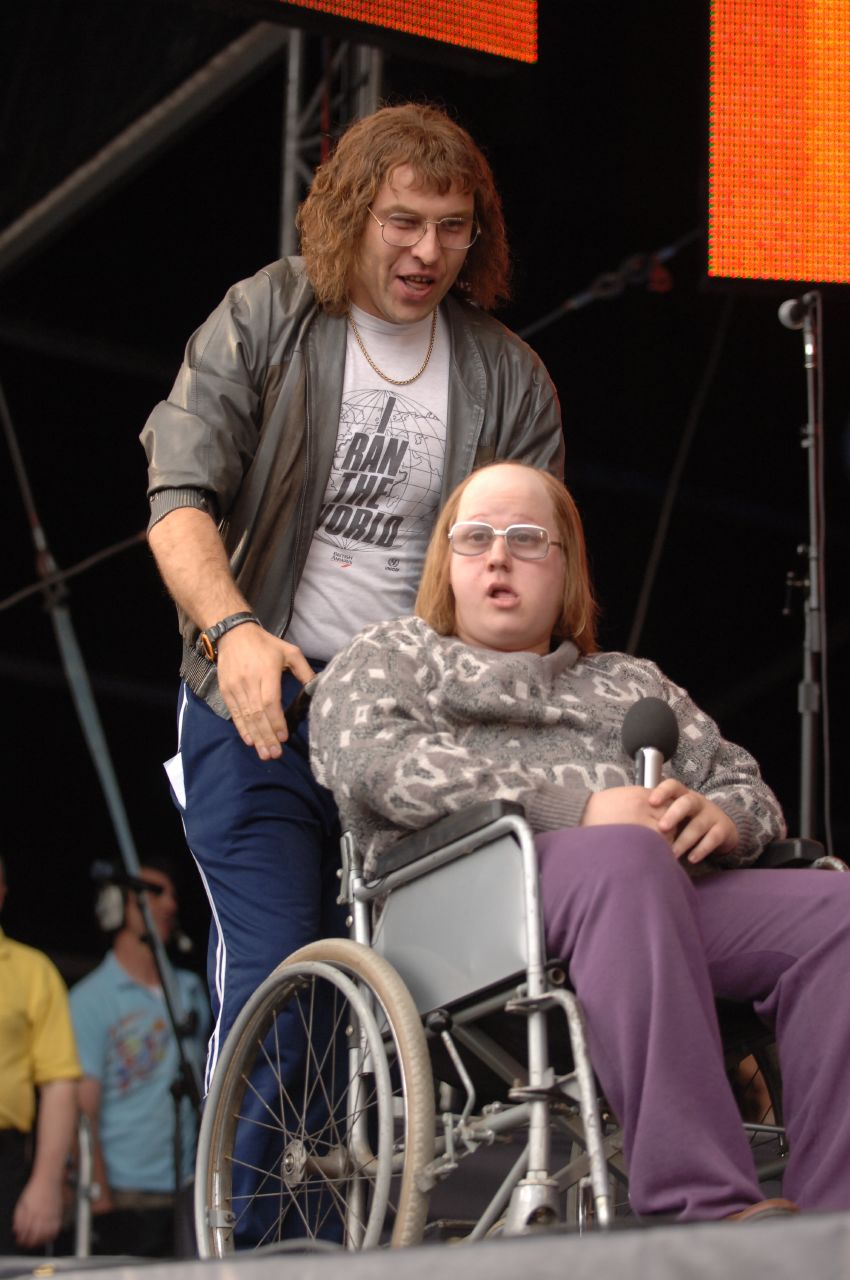
Walliams a Lucas v roli Loua a Andyho na Live 8, v červenci 2005

| Rok  | Název                                           | Role                | Poznámky |
| ---- | ----------------------------------------------- | ------------------- | -------- |
| 1998 | Druhá šance pro lásku                           | Steward             |          |
| 1999 | Plunkett & Macleane                             | Sir Oswald          |          |
| 2004 | Soumrak mrtvých                                 | Bratranec Tom       | Cameo    |
| 2005 | Mrazivá tma                                     | Dr. Elgin           |          |
| 2009 | Astro Boy                                       | Sparx               |          |
| 2010 | Alenka v říší divů                              | Tydlidýn a Tydlidum |          |
| 2010 | The Infidel                                     | Rabín               |          |
| 2010 | Les Misérables in Concert: The 25th Anniversary | Thénardier          |          |
| 2011 | Gnomeo & Julie                                  | Benny               |          |
| 2011 | Ženy sobě                                       | Gil                 |          |
| 2012 | Small Apartments                                | Franklin Franklin   |          |
| 2013 | Král ze Soho                                    | Divine              |          |
| 2013 | V tajnosti                                      | Olivier             |          |
| 2013 | The Harry Hill Movie                            | Otto                |          |
| 2014 | Paddington                                      | Joe                 |          |
| 2016 | Alenka v říši divů: Za zrcadlem                 | Tydlidýn a Tydlidum |          |
| 2017 | Jak balit holky na mejdanech                    |                     |          |
| 2018 | A Futile and Stupid Gesture                     | Tony Hendra         |          |
| 2018 | Sherlock Gnomes                                 | Benny               |          |
| 2019 | Polar                                           | Mr. Blut            |          |
| 2019 | Hledá se Yetti                                  | Mr. Collick         |          |
| 2019 | Psí veličenstvo                                 | Charlie (hlas)      |          |
| 2019 | Les Misérables: The Staged Concert              | Thénardier          |          |